# Округ Вебстер (Кентаки)
Округ Вебстер (енгл. Webster County) је округ у америчкој савезној држави Кентаки.

## Демографија
По попису из 2010. године број становника је 13.621, што је 499 (-3,5%) становника мање него 2000. године.
| Група             | 2000.          | 2010.          |
| Белци             | 13.083 (92,7%) | 12.233 (89,8%) |
| Афроамериканци    | 660 (4,7%)     | 563 (4,1%)     |
| Азијати           | 9 (0,1%)       | 35 (0,3%)      |
| Хиспаноамериканци | 268 (1,9%)     | 580 (4,3%)     |
| Укупно            | 14.120         | 13.621         |